# ミケーレ・マーキン
ミケーレ・マーキン（Michele Merkin、1975年6月25日 - ）はアメリカ合衆国のモデル。